# SSBP2
SSBP2 (англ. Single stranded DNA binding protein 2) – білок, який кодується однойменним геном, розташованим у людей на короткому плечі 5-ї хромосоми. Довжина поліпептидного ланцюга білка становить 361 амінокислот, а молекулярна маса — 37 828.
| 10         |  | 20         |  | 30         |  | 40         |  | 50         |
| ---------- |  | ---------- |  | ---------- |  | ---------- |  | ---------- |
| MYGKGKSNSS |  | AVPSDSQARE |  | KLALYVYEYL |  | LHVGAQKSAQ |  | TFLSEIRWEK |
| NITLGEPPGF |  | LHSWWCVFWD |  | LYCAAPERRE |  | TCEHSSEAKA |  | FHDYSAAAAP |
| SPVLGNIPPG |  | DGMPVGPVPP |  | GFFQPFMSPR |  | YPGGPRPPLR |  | IPNQALGGVP |
| GSQPLLPSGM |  | DPTRQQGHPN |  | MGGPMQRMTP |  | PRGMVPLGPQ |  | NYGGAMRPPL |
| NALGGPGMPG |  | MNMGPGGGRP |  | WPNPTNANSI |  | PYSSASPGNY |  | VGPPGGGGPP |
| GTPIMPSPAD |  | STNSGDNMYT |  | LMNAVPPGPN |  | RPNFPMGPGS |  | DGPMGGLGGM |
| ESHHMNGSLG |  | SGDMDSISKN |  | SPNNMSLSNQ |  | PGTPRDDGEM |  | GGNFLNPFQS |
| ESYSPSMTMS |  | V          |  |            |  |            |  |            |

A: Аланін

C: Цистеїн

D: Аспарагінова кислота

E: Глутамінова кислота

F: Фенілаланін

G: Гліцин

H: Гістидин

I: Ізолейцин

K: Лізин

L: Лейцин

M: Метіонін

N: Аспарагін

P: Пролін

Q: Глутамін

R: Аргінін

S: Серин

T: Треонін

V: Валін

W: Триптофан

Кодований геном білок за функцією належить до фосфопротеїнів. 
Задіяний у таких біологічних процесах, як ацетилювання, альтернативний сплайсинг. 
Білок має сайт для зв'язування з ДНК. 
Локалізований у ядрі.